# Pseudoperma
Pseudoperma is een kevergeslacht uit de familie van de boktorren (Cerambycidae). De wetenschappelijke naam van het geslacht werd voor het eerst geldig gepubliceerd in 1946 door Dillon & Dillon.

## Soorten
Pseudoperma omvat de volgende soorten:
- Pseudoperma chalcogramma (Bates, 1887)
- Pseudoperma patruelis (Breuning, 1940)